# Campinas-Viracopos flygplats
Campinas-Viracopos internationella flygplats (portugisiska: Aeroporto Internacional de Viracopos) är en flygplats i Campinas i São Paulo i Brasilien. Flygplatsen ligger 18 km sydväst om Campinas centrum.
Terrängen runt flygplatsen är platt. Runt flygplatsen är det tätbefolkat, med 442 invånare per kvadratkilometer.. 
Omgivningarna runt flygplatsen är en mosaik av jordbruksmark och naturlig växtlighet.